# Mutlangen
Mutlangen là một thị xã nằm ở huyện Ostalbkreis thuộc vùng đô thị Stuttgart, bang Baden-Württemberg, Đức. Dân số tính đến ngày 31 tháng 12 năm 2015 là 6,588 người.